# Lasioserica piloselloida
Lasioserica piloselloida är en skalbaggsart som beskrevs av Ahrens 1999. Lasioserica piloselloida ingår i släktet Lasioserica och familjen Melolonthidae. Inga underarter finns listade i Catalogue of Life.